# Amstel Gold Race 1990
La 25e édition de la course cycliste, l'Amstel Gold Race a eu lieu le 21 avril 1990 et a été remportée par le Néerlandais Adrie van der Poel.
Luc Roosen, en tête du sprint à quelques mètres de l'arrivée, lève les bras prématurément, ce qui permet à Adrie van der Poel de le doubler in extremis.

## Classement final
| Pos. | Coureur              | Pays                 | Équipe             | Temps           |
| ---- | -------------------- | -------------------- | ------------------ | --------------- |
| 1    | Adrie van der Poel   | Pays-Bas             | Weinmann           | 6 h 17 min 17 s |
| 2    | Luc Roosen           | Belgique             | Histor-Sigma       | 0 s             |
| 3    | Jelle Nijdam         | Pays-Bas             | Buckler            | 0 s             |
| 4    | Jan Goessens         | Belgique             | Weinmann           | 0 s             |
| 5    | Franco Ballerini     | Italie               | Del Tongo          | 0 s             |
| 6    | Jean-Claude Leclercq | Belgique             | Helvetia-La Suisse | 0 s             |
| 7    | Andreas Kappes       | Allemagne de l'Ouest | Toshiba            | 0 s             |
| 8    | Gianni Bugno         | Italie               | Chateau d'Ax       | 0 s             |
| 9    | Johan Museeuw        | Belgique             | Lotto              | 0 s             |
| 10   | Phil Anderson        | Australie            | TVM                | 0 s             |